# Aoroides longimerus
Aoroides longimerus is een vlokreeftensoort uit de familie van de Aoridae. De wetenschappelijke naam van de soort is voor het eerst geldig gepubliceerd in 1996 door Ren & Zheng.